# 浙江世寶
浙江世寶股份有限公司，簡稱浙江世寶股份，以及浙江世寶（英語：Zhejiang Shibao Company Limited，港交所：1057、深交所：002703），於1993年由張世權（董事長）創立前身為「浙江世寶方向機有限公司」，現時為浙江世寶控股集團有限公司旗下。
現時業務在國內經營研究及开发汽车液压动力转向系统，總部位於杭州经济技术开发区17号大街6号。
而在2006年5月16日於港交所創業板上市，直至2011年3月9日轉在主板上市之前，招股價為1.
6港元，發行新股為86,71.4萬H股，集資額為1.4億港元，當時代碼為8331.HK；至於中國方面，則在2012年11月2日於深交所中小板上市，招股價為2.58元人民幣，發行新股為1,500萬股，而集資額為0.39億元人民幣。

## 連結
- ZJShibao.com （页面存档备份，存于）